# Lemnos (Schiff)
Die USS Idaho (BB-24) war das zweite Schiff der Mississippi-Klasse und wurde am 12. Mai 1904, am gleichen Tag wie ihr Schwesterschiff Mississippi, bei der Werft William Cramp and Sons in Philadelphia auf Kiel gelegt. Der Stapellauf erfolgte am 9. Dezember 1905. Wie ihr Schwesterschiff wurde sie 1914 an Griechenland verkauft und in Lemnos umbenannt.
Die Lemnos verblieb auch nach dem Ersten Weltkrieg in griechischem Dienst. Im April 1941 wurde das inzwischen außer Dienst gestellte Schiff bei einem deutschen Fliegerangriff vor Salamis versenkt.

## Technik
Die Idaho hatte eine Länge von 116 m, eine Breite von 23 m und einen Tiefgang von 7,52 m. Sie verdrängte zwischen 13208 t. und 14.697 t. Das Schiff wurde von zwei dreifach Verbunddampfmaschinen angetrieben, deren Dampf von acht kohlebefeuerten Babcock & Wilcox-Kesseln geliefert wurde. Die Maschinen waren für eine Leistung von 10.000 PS (7.500 kW) ausgelegt was dem Schiff eine Höchstgeschwindigkeit von 17 Knoten (31 km/h) ermöglichte. Das Schiff hatte eine Besatzung von 744 Mann plus Offizieren.

### Bewaffnung
Die Hauptbewaffnung bestand aus vier 305 mm Kanonen in zwei Zwillingstürmen, einer vorn und einer achtern, sowie acht 203-mm-Geschütze in vier Zwillingstürmen, zwei an jeder Breitseite des Schiffes. Die Sekundärbewaffnung bestand aus acht 178-mm Geschützen, die einzeln in Kasematten entlang des Rumpfes montiert waren. Zur Abwehr gegen Torpedoboote hatte das Schiff zwölf 76-mm Kanonen, sechs 3-Pfünder-Kanonen und zwei 1-Pfünder-Kanonen. Wie bei Großkampfschiffen der damaligen Zeit üblich, trug die Connecticut vier 533-mm-Torpedorohre, zwei auf jeder Breitseite, die im Rumpf eingelassen waren.

### Panzerung
Der Panzergürtel des Schiffes war zwischen 178 mm und 228 mm dick und verjüngte sich an den Enden auf 100 bis 180 mm. Die Geschütztürme der Hauptbewaffnung waren durch 305 mm dicke Platten geschützt, die auf 250 mm Barbetten montiert waren. Die Geschütztürme der Sekundärbewaffnung war durch eine 180 mm starke Seitenpanzerung geschützt. Und der vordere Kommandoturm hatte 228 mm dicke Seitenwände.